# Imaginary Diseases
Imaginary Diseases es un álbum en directo del músico y compositor estadounidense Frank Zappa. Es un compilatorio de material grabado en directo durante la gira Petite Wazoo de 1972. Es uno de los dos proyectos con material de la gira que Zappa terminó de masterizar antes de su muerte en 1993.

## Lista de canciones
- Todos los temas compuestos por Frank Zappa.

1. "Oddients" – 1:13
2. "Rollo" – 3:21
3. "Been to Kansas City in a Minor" – 10:15
4. "Farther o'Blivion" – 16:02
5. "D.C. Boogie" – 13:27
6. "Imaginary Diseases" – 9:45
7. "Montreal" – 9:11

## Personnel
- Frank Zappa – Director, guitarra, voz
- Malcolm McNabb – Trompeta
- Gary Barone – Trompeta, trompa
- Tom Malone – Tuba, saxofón, trompetas
- Earl Dumler – Instrumentos de viento
- Glenn Ferris – Trombón
- Bruce Fowler – Trombón
- Tony Duran – Guitarra slide
- Dave Parlato – Bajo
- Jim Gordon – Batería
  - Steve Vai - Notas del libreto